# Najat Anwar
Najat Anwar (aussi écrit Anouar), née Najia El Boukari Dlimi le 20 novembre 1966 à Sidi Kacem au Maroc, est une militante associative marocaine.

## Biographie

### Famille et scolarité
Najia El Boukari Dlimi est née à Sidi Kacem (Maroc). Issue d'une fratrie de sept enfants, elle est la quatrième ; elle a deux frères et quatre sœurs. Dès sa naissance, sa famille la surnomme Najat, terme deviendra naturellement son prénom d'usage. Elle perd son père à l'âge de huit ans.
Najat Anwar étudie à l'école primaire Rouqaya Bentrassoul de Sidi Kacem, au collège Mehdi Bnou Toumert et au lycée Mansour Dahbi. Elle décroche un baccalauréat Littéraire section anglaise à Sidi Kacem et une licence en droit islamique à l'université de Fès.

### Débuts professionnels
Entreprenante et indépendante, elle ouvre à l’âge de 25 ans une entreprise d'articles de mode. Cette aventure durera trois ans, avant de se lancer dans le négoce immobilier.

### Engagement associatif
C'est en 2003, à la suite du viol du petit garçon de trois ans d'une de ses amies par le gardien de sa crèche, que Najat Anwar, bouleversée par cet acte de pédophilie, prend conscience de l'ampleur de ce fléau et décide de créer, quelques mois plus tard, l'organisation Touche pas à mon enfant,. Lors de l'instruction, il s’avéra que le pédophile avait agi impunément durant plus de 18 ans. Il fut condamné à une peine légère.
Najat Anwar a été la première personnalité publique marocaine à briser la loi du silence et à oser parler de pédophilie et de tourisme sexuel infantile au Maroc,. Au bilan : à partir de 2006, une loi qui introduit les termes "tourisme sexuel", pédophilie" et "mariage forcé de mineur", et des condamnations de touristes européens ont commencé.
En 2011, lorsque Luc Ferry révèle les pratiques pédophiles d'un ancien ministre français, Najat Anwar porte plainte contre X à Paris et Marrakech.
En septembre 2012, le dirigeant de la chaîne hôtelière Mandarin Oriental Patrick Finet est poursuivi pour débauchage et prostitution de mineurs, mais il fuit le pays avant de se présenter à son procès. Lors de ce procès, Najat Anwar demande un mandat d'arrêt international à son encontre. En juin 2017, Touche pas à mon enfant sort un guide de prise en charge des victimes de la pédophilie. Le même mois, Najat Anwar déclare que les cas de pédophilie se déclarent très souvent lors des heures de diffusion de l'émission télévisée Samhini, diffusée sur 2M, et qui détournerait l'attention des adultes dans les foyers.

## Distinctions
- Trophée Suzuki Bellara pour son engagement au sein de son ONG Touche pas à mon enfant[10]